# 声春っ!
『声春っ!』（こえはるっ）は、 2021年4月29日（28日深夜）から7月1日（6月30日深夜）まで日本テレビで放送されていた日向坂46が主演するテレビドラマ作品である。

## 概要
日向坂46としては2020年に同じ枠で放送された『DASADA』以来となるテレビドラマ番組である。青春と声優がテーマとなっている。
2021年3月26日・27日に開催されたグループのデビュー2周年ライブ『日向坂46 デビュー2周年キャンペーン Special 2days』の27日公演である『～MEMORIAL LIVE：2回目のひな誕祭～』にて本作品の放送が発表された。
放送終了後、Huluにて見逃し配信が行われている。また、「所長」と称した潮紗理菜がMCを担当し、「研究員」と称した各話のキーパーソンとなるメンバーキャストとともに、撮影の裏話などのトークを展開するHuluオリジナルコンテンツ「声春っ！ドラマラボ！」も独占配信されている。各回の出演者は、#放送・配信日程を参照。
番組公式サイトに加えて、ドラマを楽しめる写真や動画をどこよりも早く詳しく、発信する番組公式応援サイト「声春応援部っ！」も無料開設されている。
主題歌は日向坂46の「声の足跡」。
劇中歌は、松田好花と富田鈴花扮する『まりりん&るびー』の「レントゲン眼鏡」、河田陽菜と東村芽依、濱岸ひより扮する『チョコラショコラ』の「HELL ROSE」。
物語の進行役を、佐々木美玲演じる主人公の日ノ輪めいこが持ち歩くハンカチに印刷されているキャラクター「るーな」の声を演じる形で潮紗理菜が務めた。るーなのデザインは佐々木自身が担当した。るーなを含め、ドラマに出演する日向坂46メンバーがデザインと声優を担当したキャラクターが登場するボイスコミック「ジェリジェリフィッシュ」が「声春応援部っ！」にて公開されている。これらのキャラクターはドラマ本編にも登場している。
日向坂46が出演するスマホゲーム『ひなこい』とのコラボ企画が4月28日（深夜）の第1話放送終了後より行われており、毎話終了後にコラボ特典などが手に入る限定ステージがゲーム内で解放された。

## あらすじ
うまく喋れないことにコンプレックスを抱く、日ノ輪めいこ（演 - 佐々木美玲）の心の拠り所は、人気漫画家・金閣寺炎上が描く「涙色戦記」であった。ある日、「涙色戦記」のアニメ化および、ヒロインオーディション開催の情報を知っためいこは、「金閣寺炎上作品の世界に入りたい」という夢を叶えるため、そして自分自身を変えるため、きらめき声優学園に入学する。入学初日からトラブルに巻き込まれためいこであったが、元気で明るい少女の天道まな（演 - 丹生明里）に救われる。他にも個性豊かな学生が集まったのだが、彼女らは、めいこと同じ学生寮・ドレミ荘のメンバーであった。そんな中、めいこは幼い頃からちょっかいをかけてくる、尼崎あまね（演 - 渡邉美穂）も入学していることを知り、一気に落ち込んでしまう。
めいこは声優になり、夢であった金閣寺炎上作品に出演することができるのか。少女たちの声優青春物語を描く。

## キャスト

### きらめき声優学園

#### 学生
日ノ輪めいこ
演 - 佐々木美玲（幼少期：新津ちせ）
主人公。うまく話せないコンプレックスを抱えている。人気漫画家・金閣寺炎上が描く「涙色戦記」を唯一の心の拠り所にしていた。「金閣寺炎上作品の世界に入りたい」との夢を叶えるため、自分自身を変えるためにきらめき声優学園に入学する。
天道まな
演 - 丹生明里
もう一人の主人公。明るい元気な少女でありながら、事故で剣道を諦めた過去がある。めいこのライバルの友人。
尼崎あまね
演 - 渡邉美穂（幼少期：武田直華）
めいこの子供のころからの同級生。地元の高級旅館のお嬢様であり、何でも器用にこなす優等生。めいこには子供のころからちょっかいをかけており、めいこのことが気に入らない。
月川雪菜
演 - 金村美玖
みんなより2つ年上のクールなお姉さん。アイドルを目指していたがいつも選考外。声優のアイドルを目指している。
本田多恵
演 - 河田陽菜
雪菜を神のように慕っている。地味な存在であったが、オーディションに合格し、アイドル声優ユニット『チョコラショコラ』のメンバーとしてデビュー。
草間愛理
演 - 上村ひなの
天使のようなかわいい少女。めいこと同じコンプレックスを抱えているが、めいこに憧れ師匠として慕う。
加恋
演 - 山口陽世
ドレミ荘の新しい住人。

#### 教員
大俵玄米
演 - 山寺宏一
きらめき声優学園の校長で、声優歴36年のベテラン。声優に必要な筋力をつけるための「玄米ブートキャンプ」というエクササイズを考案した。
岩尾
演 - 平野綾
きらめき声優学園のクールビューティーな講師。

### その他
春風ちずえ
演 - 高本彩花
きらめき声優学園の学生が暮らすドレミ荘の寮母。プロの声優でありながら、なかなか仕事が増えず伸び悩んでいる。
るーな（ハンカチ）の声
演 - 潮紗理菜
めいこが所持しているハンカチに印刷されたアニメキャラの声。物語の進行役で、モチーフはクラゲ。金閣寺炎上 原作の「ジェリジェリフィッシュ」に登場する。
越野まり（まりりん）
演 - 松田好花
ちずえと同期の人気声優であり、アイドルコンビ『まりりん&るびー』としても活躍中。
るびー
演 - 富田鈴花
アイドルコンビ『まりりん&るびー』として活躍中。
チアキ
演 - 東村芽依
アイドル声優ユニット『チョコラショコラ』のメンバー。アニメ『あいどりゅん』のエマ役。
アズキ
演 - 濱岸ひより
アイドル声優ユニット『チョコラショコラ』のメンバー。アニメ『あいどりゅん』のリリ役。本名は「とうだいじ あずき」（漢字不明）。
うしお
演 - 潮紗理菜
「ジェリジェリフィッシュ」でるーなの声を演じる声優。
田辺誠実
演 - 菅井義久
卒業制作としてアニメを作ろうとしている美大生。偶然出会っためいこに、声優として出演することを依頼する。
柿沢徹
演 - 武田航平
「涙色戦記」ヒロインオーディションプロデューサー。
めぐみ
演 - 朝井瞳子
「涙色戦記」ヒロインオーディションに524番で参加。
菊田
演 - 楠ろあ
春風ちずえのマネージャー（きらめきプロ）
清水
演 - 原あや香
草間愛理のマネージャー（ブルーブループロダクション）
武藤
演 - 濱津隆之
記者
おばちゃん
演 - 戸田恵子
めいこの祖母で、めいこのきらめき声優学園への入学を後押しした。
しんすけ
演 - 袴田吉彦
おばちゃんの恋人。
金閣寺炎上
演 - 竹中直人
アニメ化作品も多数ある大人気の漫画家。最新作の「涙色戦記」を連載中。

## 放送・配信日程
| 話数   | 放送日 配信日 | サブタイトル | 脚注   | 「声春っ！ドラマラボ！」 | 「声春っ！ドラマラボ！」                                                    |
| 話数   | 放送日 配信日 | サブタイトル | 脚注   | 所長 （MC）              | 研究員                                                                      |
| ------ | ------------- | ------------ | ------ | ------------------------ | --------------------------------------------------------------------------- |
| 第1話  | 4月29日       | 夢の形       | [ 21 ] | 潮紗理菜                 | 丹生明里 渡邉美穂                                                           |
| 第2話  | 5月6日        | 好敵手未満   | [ 38 ] | 潮紗理菜                 | 佐々木美玲 高本彩花                                                         |
| 第3話  | 5月13日       | 外見と中身   | [ 39 ] | 潮紗理菜                 | 松田好花 上村ひなの                                                         |
| 第4話  | 5月20日       | 憧れと嫉妬   | [ 27 ] | 潮紗理菜                 | 金村美玖 河田陽菜                                                           |
| 第5話  | 5月27日       | 諦めが肝心   | [ 40 ] | 潮紗理菜                 | 佐々木美玲 渡邉美穂                                                         |
| 第6話  | 6月3日        | 卒業         | [ 41 ] | 潮紗理菜                 | 高本彩花 河田陽菜                                                           |
| 第7話  | 6月10日       | 挫折の先に   | [ 42 ] | 潮紗理菜                 | 渡邉美穂 上村ひなの                                                         |
| 第8話  | 6月17日       | 選ばれたい   | [ 32 ] | 潮紗理菜                 | 金村美玖 丹生明里                                                           |
| 第9話  | 6月24日       | 選ばれない   | [ 34 ] | 潮紗理菜                 | 河田陽菜 松田好花                                                           |
| 最終話 | 7月1日        | 声春っ!      | [ 43 ] | 潮紗理菜                 | 佐々木美玲 高本彩花 金村美玖 河田陽菜 丹生明里 松田好花 渡邉美穂 上村ひなの |

## 放送・配信期間
テレビ放送
| 放送期間               | 放送日時                         | 放送局                | 放送地域   | 系列           | 備考                          |
| ---------------------- | -------------------------------- | --------------------- | ---------- | -------------- | ----------------------------- |
| 2021年4月29日 - 7月1日 | 木曜日 0:59 - 1:29（水曜日深夜） | 日本テレビ（NTV）     | 関東広域圏 | 日本テレビ系列 | 制作局                        |
| 2021年4月29日 - 7月1日 | 木曜日 0:59 - 1:29（水曜日深夜） | 静岡第一テレビ（SDT） | 静岡県     | 日本テレビ系列 | [ 44 ]                        |
| 2022年6月1日 -         | 水曜日 23:30 - 24:00             | MONDO TV              | 日本全域   | CS放送         | 遅れネット / リピート放送あり |

ネット配信
| 配信期間        | 更新日時           | 配信元 | 備考 |
| --------------- | ------------------ | ------ | ---- |
| 2021年4月29日 - | 地上波放送終了直後 | Hulu   |      |

## スタッフ
- 企画・原作 - 秋元康[1]
- 監督 - 新城毅彦、西村了[1]
- プロデューサー - 茂木徹、山王丸和恵、長汐祐人[1]
- 宣伝プロデューサー - 深澤優樺[1]
- 脚本 - 吉田恵里香[1]
- 音楽 - 牧戸太郎[1]
- 主題歌 - 日向坂46「声の足跡」
（ソニー・ミュージックレーベルズ）
- 劇中歌
  - まりりん&るびー「レントゲン眼鏡」
（ソニー・ミュージックレーベルズ）[注 11]
  - チョコラショコラ「HELL ROSE」[注 11][注 3][45]
（ソニー・ミュージックレーベルズ）
- 製作 - 南波昌人、高谷和男[1]
- プロデュース - 植野浩之、今野義雄[1]
- 制作プロダクション - AOI Pro.[1]
- 製作著作 - 「声春っ！」製作委員会[1]
- 企画制作 - 日本テレビ

## ボイスコミック
日向坂46メンバーがキャラクターデザインと声優を担当したボイスコミック『ジェリジェリフィッシュ』（全8話）が、番組公式応援サイト「声春応援部っ！」にて、第3話が放送された5月13日から最終話が放送された7月1日まで毎週ドラマオンエア終了後に限定公開された。上記の通り、メンバー考案のキャラクターはドラマ内にも登場し、「ジェリジェリフィッシュ」自体もドラマ内では金閣寺炎上作品という設定となっている。

### キャスト・スタッフ（ジェリジェリフィッシュ）
- るーな - 演：潮紗理菜[46]、考案：佐々木美玲[47][48]
- からにゃん - 演・考案：丹生明里[46][47][48]
- ママロ〜ンちゃん - 演・考案：上村ひなの[46][47][48]
- ごはん犬 - 演・考案：金村美玖[46][47][48]
- ソダツくん - 演・考案：河田陽菜[46][47][48]
- とりとん - 演・考案：渡邉美穂[46][47][48]
- DAIKON  - 演・考案：高本彩花[46][47][48]
- ぽんぽぴまる - 演・考案：松田好花[46][47][48]
- すっちん - 演：佐々木美玲[46]、考案：潮紗理菜[47][48]
- ナレーション - 佐々木美玲[46]
- 漫画 - アラカワシン[46]
- エフェクト - 佐古瑞季 / 井上綾[46]
- 脚本 - 米山和仁[46]
- 演出 - 西村了[46]
- 音楽 - 牧戸太郎[46]
- 録音 - 鈴木健太郎[46]
- 選曲 - 原田慎也[46]
- 音響効果 - 茂野敦史[46]
- MA - 渡辺聖[46]
- 制作プロダクション - AOI Pro. [46]
- 製作著作 - 「声春っ！」製作委員会[46]

## 連動企画
バーティカルシアターアプリ「smash.」でドラマとの連動企画「声春っ！-Another Story-」が立ち上げられ、6月17日からその第一弾として「ジェリジェリフィッシュ」のアフレコメイキングなど日向坂46メンバーの声優体験に密着した「声春っ！-アフレコChallenge-」を毎週木曜日に配信している。

### 配信日程
| # | 配信開始日 | タイトル     | 脚注   |
| - | ---------- | ------------ | ------ |
| 1 | 6月17日    | 佐々木美玲編 | [ 51 ] |
| 2 | 6月24日    | 金村美玖編   | [ 52 ] |
| 3 | 7月1日     | 松田好花編   | [ 53 ] |
| 4 | 7月8日     | 河田陽菜編   | [ 54 ] |
| 5 | 7月15日    | 上村ひなの編 | [ 55 ] |
| 6 | 7月22日    | 高本彩花編   | [ 56 ] |
| 7 | 7月29日    | 渡邉美穂編   | [ 57 ] |
| 8 | 8月5日     | 丹生明里編   | [ 58 ] |
| 9 | 8月12日    | 潮紗理菜編   | [ 59 ] |

## 関連商品

### Blu-ray・DVD
| リリース日    | タイトル            | レーベル | 規格品番   | 封入特典                  | 映像                                     |
| ------------- | ------------------- | -------- | ---------- | ------------------------- | ---------------------------------------- |
| 2021年9月15日 | 声春っ! DVD-BOX     | vap      | VPBX-14095 | スペシャルブックレット60P | 本編Disc4枚+特典Disc2枚 メイキング映像等 |
| 2021年9月15日 | 声春っ! Blu-ray BOX | vap      | VPXX-71871 | スペシャルブックレット60P | 本編Disc4枚+特典Disc2枚 メイキング映像等 |

## イベント
- 日向坂46×KOEHARU LIVESHOW！（2021年11月5日、無観客生配信）[61]

日向坂46全メンバー 、平野綾が出演。平野が進行を務め、日向坂46のコンサートパートとバラエティーパートが交互に披露された。バラエティーパートでは『声春っ!』出演メンバーはそれぞれの役として、出演していないメンバーはきらめき声優学園への入学希望者という設定で登場し、平野も岩尾役の設定で進行した。コンサートパートでは日向坂46の楽曲に加え、劇中歌だったチョコラショコラの「HELL ROSE」とまりりん&るびーの「レントゲン眼鏡」がフルサイズで初披露された。
また、2021年10月17日に本イベント開催を記念して、潮紗理菜・高本彩花・上村ひなのによる「日向坂46×KOEHARU LIVESHOW！ 開催決定SP」がSHOWROOMにて配信された。